# チャールズ・マン
チャールズ・マン（Charles Mann 1961年4月12日- ）はカリフォルニア州サクラメント出身のアメリカンフットボール選手。NFLのワシントン・レッドスキンズ、サンフランシスコ・フォーティナイナーズでプレーした。ポジションはディフェンシブエンド。

## 経歴
地元の高校からネバダ大学リノ校に進学、4年間ディフェンシブエンドを務めた。4年次にはビッグ・スカイ・カンファレンストップの14サックをあげてカンファレンス最優秀ディフェンシブエンドに選ばれた。
1983年のNFLドラフト3巡目でワシントン・レッドスキンズに指名され、2年目よりデクスター・マンリーの逆サイドの左ディフェンシブエンドの先発となった。
1985年には14.5サックをあげるなど、キャリアを通じて4回二桁サックをあげた。レッドスキンズではデクスター・マンリーに次ぐ、チーム史上歴代2位の82サックをあげ、第22回、第26回スーパーボウル優勝メンバーとなった。
1994年にレッドスキンズから解雇され、サンフランシスコ・フォーティナイナーズと契約を結んだ。その年第29回スーパーボウル優勝を最後に現役を引退した。
1995年にネバダ大学のスポーツ殿堂入りを果たした。
現役引退後、レッドスキンズのチームメート、アート・モンク、ティム・ジョンソン、アーネスト・バイナーと共に「善きサマリア人の基金」を設立した。